# Gnathia glauca
Gnathia glauca är en kräftdjursart som beskrevs av Kensley, Schotte och Poore. 2009. Gnathia glauca ingår i släktet Gnathia och familjen Gnathiidae. Inga underarter finns listade i Catalogue of Life.